# Station Deluz
Station Deluz is een spoorweghalte in de Franse gemeente Deluz. Zij wordt bediend door treinen van het netwerk TER Bourgogne-Franche-Comté op de verbindingen van Dole naar Besançon en Belfort